# بتامتازون
بتامتازون (به انگلیسی: Betamethasone) یک داروی استروئیدی است. این دارو برای درمان تعدادی از بیماری‌ها از جمله: اختلالات روماتیسمی مثل روماتیسم مفصلی و لوپوس منتشر، اختلالات پوستی مانند درماتیت  و پسوریازیس، موقعیت‌های آلرژیک مانند آسم و آنژیوادم، زایمان زودرس برای سرعت بخشیدن به رشد ریه‌های کودک، بیماری کرون، سرطان‌هایی مانند سرطان خون، همراه با فلودروکورتیزون برای درمان نارسایی غدد فوق کلیوی و … کاربرد دارد. این دارو به چند طریق تجویز و استفاده می‌شود: از طریق دهان و به صورت خوراکی، تزریق ماهیچه‌ای یا کرم موضعی می‌تواند مصرف شود.
رده درمانی: داروهای کورتیکواستروئید.
اشکال دارویی: آمپول، قرص، قطره، پماد
از عوارض

## موارد مصرف
بتامتازون برای درمان جایگزینی در نارسایی غده فوق کلیوی استفاده می‌شود. این دارو همچنین در درمان علامتی اختلالات التهابی و آلرژیک در جهت سرکوب کردن سیستم ایمنی، هیپرپلازی مادرزادی غده فوق کلیوی و تحریک بلوغ ریوی جنین در زایمانهای زودرس و ادم مغزی نیز مؤثر است. از این دارو به شکل تزریق اینتراتکال یا اپیدورال برای کاستن از دردهای ناشی از متاستازهای استخوانی در بدخیمی‌ها یا مواردی که دردهای کمر به شکل رادیکولر هستند نیز استفاده شده‌است.

## مکانیسم اثر
جایگزینی کورتیکواستروئیدهای بدن.
این کمپلکس با اتصال به نواحی خاصی از DNA سلول‌های بدن موجب تحریک روند رونویسی mRNA و به دنبال آن ساخت آنزیم‌هایی می‌گردد که در نهایت مسئول اثرات سیستمیک کورتیکواستروئیدها می‌باشند. این دارو با جلوگیری از تجمع سلول‌های التهابی در ناحیه التهاب، مهار فاگوسیتوز و آزاد شدن آنزیم‌های مسئول در التهاب و مهار ساخت و آزاد شدن واسطه‌های شیمیایی التهاب، اثرات ضدالتهابی خود را اعمال می‌کند. بتامتازون به‌طور عمده در کبد و مقادیری نیز در کلیه و بافت‌ها به متابولیت‌های غیرفعال تبدیل می‌شود.

## توصیه‌ها
- استفاده طولانی مدت بتامتازون می‌تواند منجر به مهار رشد شود.
- لازم به ذکر است این دارو، سیستم ایمنی بدن را سرکوب می‌کنند. این عملکرد دارو، مبارزه با عفونت را می تواند برای بیمار دشوار نماید. استفاده طولانی مدت از آمپول بتامتازون یا دوز های بالای آن امکان خطر عفونت را افزایش داده و یا ممکن است علائم مربوط به آن را مخفی نماید.
- به دنبال مصرف این دارو ممکن است آزمون‌های بررسی عملکرد محور هیپوتالاموس-هیپوفیز –غده فوق کلیوی دچار اختلال شود.
- در افراد مسن و به خصوص خانم‌های یائسه، احتمال ایجاد پوکی استخوان و فشار خون بالا، افزایش می‌یابد.
- در صورت نیاز به جراحی یا درمان اضطراری و نیز مصرف دارو در بیماران دیابتی، باید احتیاط کرد.
- تزریق داخل مفصلی این دارو در مواردی مثل:

جراحی ترمیمی مفاصل، اختلالات انعقادی خون، شکستگی داخل مفصلی، عفونت اطراف مفصل یا سابقه ابتلاء به آن، پوکی استخوان اطراف مفصل به دلایلی غیر از آرتریت و مفصل ناپایدار نباید مصرف شود.
- این دارو برای پیشگیری از سندرم زجر تنفسی نوزادان و در صورت وجود آمنیونیت، عفونت یا تب، عفونت باهرپس، عدم کفایت جفت و پارگی زودرس غشاء نیز نباید مصرف شود.
- برای به حداقل رساندن تحریک گوارشی شکل خوراکی بتامتازون باید بعد از غذا مصرف شود.
- از قطع ناگهانی مصرف دارو بعد از استفاده طولانی (بیش از ۳ هفته) پرهیز شود.
- در طول درمان، مصرف سدیم بایستی محدود شده و مصرف مکمل‌های حاوی پتاسیم توصیه می‌شود.
- معاینات چشم پزشکی در طول درمان دراز مدت، به‌طور مرتب باید انجام گیرد.

## تداخل دارویی
مصرف هم‌زمان این دارو با ریفامپین، داروهای ضدصرع مانند کاربامازپین، فنوباربیتال، فنی توئین و پریمیدین موجب تسریع متابولیسم بتامتازون و کاهش اثر دارو می‌گردد. این دارو ممکن است باعث کاهش اثر داروهای پایین آورنده قند خون یا داروهای کاهنده فشار خون گردد. مصرف هم‌زمان با داروهای NSAIDS، خطر بروز عوارض و خون‌ریزی از دستگاه گوارش را افزایش می‌دهد.

## عوارض جانبی
درمان دراز مدت با بتامتازون، بیمار را از جهت ابتلا به بیماریهای عفونی مستعد می‌کند و از طرفی علائم عفونت نیز پنهان می‌شود. مصرف مقادیر زیاد بتامتازون می‌تواند اختلالات روانی را تشدید کند. آب مروارید کاهش یا تاری دید و تکرار ادرار و پرنوشی، قرحه گوارشی، علائم شبه کوشینگ، آکنه، درد در ناحیه سرینی، افزایش فشار خون و قند خون، ادم ریوی در مادر و سردرد از عوارض جانبی دارو هستند.

## مقادیر مصرف
خوراکی:
بزرگسالان: به میزان mg/day۵–۰/۵ و در کودکان با عدم کفایت آدرنال mcg/kg۱۷/۵ یا mcg/m² ۰/۵ در سه مقدار منقسم استفاده می‌شود و در سایر موارد mcg/kg ۲۵۰–۶۰ یا ۷/۵–۲ mg/m² در سه یا چهار مقدار منقسم استفاده می‌شود.
تزریقی:
بزرگسالان: به صورت تزریق داخل مفصلی، داخل ضایعه یا تزریق در بافت نرم حداکثر تا ۹ میلی‌گرم بتامتازون (۱۲ میلی‌گرم بتامتازون دی سدیم فسفات) مصرف می‌شود. در صورت نیاز این مقدار تکرار می‌شود. از راه عضلانی یا انفوزیون آهسته داخل وریدی نیز ۲۰–۴ میلی‌گرم که در ۲۴ ساعت می‌توان این مقدار را حداکثر ۴ بار تکرار نمود، مصرف می‌شود.
در بزرگسالان مقدار ۱۲–۵/۱ میلی‌گرم از شکل طولانی اثر دارو (LA) داخل مفصل تزریق می‌شود که در صورت نیاز می‌توان آن را تکرار کرد. داخل پوست یا ضایعه به مقدار mg/m² ۱/۲ تا حداکثر ۶ میلی‌گرم که هر هفته می‌تواند تکرار شود. به صورت داخل عضلانی مقدار mg/day ۹–۰/۵ می‌تواند استفاده شود. در خانم‌های باردار، mg۱۲ به صورت تزریق داخل عضلانی در هر ۲۴ ساعت و تا ۲ بار تجویز می‌شود.
کودکان: به صورت تزریق داخل وریدی آهسته و به میزان یک میلی‌گرم در کودکان ۱ ساله و پایین‌تر و تا ۲ میلی‌گرم در سنین ۵–۱ سال و ۴ میلی‌گرم در سنین ۱۲–۶ سال تجویز می‌شود.